# Bernhard Trautmann
Bernhard Carl "Bert" Trautmann, OBE, född 22 oktober 1923 i Bremen i Tyskland, död 19 juli 2013, var en tysk fotbollsmålvakt.

## Krigsfånge
Bernhard tjänstgjorde som fallskärmsjägare vid östfronten under Andra världskriget. Han blev tillfångatagen i Sovjetunion men flydde, för att bli tillfångatagen en gång till, den här gången av engelsmän. Enligt Bert lär de ha mött honom med orden: Hello Fritz, fancy a cup of tea?
Väl i England fördes han till ett fångläger i Ashton, nära Manchester. Vid fotbollsmatcher mellan olika läger spelade han alltid högerytter.

## Fotbollskarriär
Efter kriget stannade han kvar och spelade för St Helens Town FC. Efter en vänskapsmatch mot Manchester City tecknade klubben kontrakt med Bernhard. Det ledde till omfattade protester bland Manchester Citys fans. Protesterna lade sig dock efter Bernhards första match. Under åren som följde upplevde han olika framgångar med sitt lag, där en FA-cupfinalvinst är en av de stora.
Under FA-cupfinalen 1956 bröt Bernhard en kota i nacken. Trots skadan valde Bernhard att fortsätta match. Manchester City vann matchen och med det FA-cupen. Under prisceremonin lär han ha ägnat sin nacke stor uppmärksamhet och engelsk press skrev (översatt): den tyska målvakten hade inte värdighet nog att se upp till vår drottning.
Senare samma år fick han ta emot FWA:s pris till årets spelare. Under sin tid i Manchester City spelade Bernhard 545 matcher för sitt lag. Trots sin ryktbarhet som en av världens bästa målvakter, om inte den bästa, fick han aldrig chansen att spela för sitt landslag. Den tyska förbundskaptenen Sepp Herberger kallade sällan spelare som spelade utanför Västtysklands gränser. Trautmann var dock aktuell för spel i VM 1954 men föll på att Herberger inte hade möjlighet att följa honom borta i England.
1964 avslutade Trautmann sin tid i Manchester City med ett tal inför 60 000 personer, en publik som inte ville ha den tyska målvakten när han först kom till klubben. 2004 tilldelades han Brittiska Imperieorden (OBE), året efter det skrevs han in i Engelsk fotbolls Hall of Fame. Trautmann har även fått Bundesverdienstkreuz.